# Sadieville
Sadieville – miasto w Stanach Zjednoczonych, w stanie Kentucky, w hrabstwie Scott.